# Anyukám mondta
Az Anyukám mondta legendás encsi étterem. A tulajdonosok miskolci és debreceni étterme a Pizza, kávé, világbéke nevet viseli.
Az első éttermet 1995-ben Encsen nyitotta a Dudás testvérpár, Szabolcs (séf) és Szilárd (menedzser). A nevet családias hangzása miatt választották Az olaszos-magyaros konyhával rendelkező étterem az ország egyik leghíresebb éttermének számít, 2010-ben kapta fel igazán a gasztronómiai közvélemény, amikor a Dining Guide is írt róla. 2013-ban a Gault & Millau étteremkalauz az év legjobbjának választott.
Az étterem a legkiválóbb alapanyagokból dolgozik, sokat közüle Olaszországból importálnak, de gyakori a hazai is: a bárányburgerbe (amelyet az ország legjobbjának választottak) egy zempléni gazdától veszik a húst, a pisztráng Lillafüredről érkezik, a kecskesajt Kozmadombjáról vagy Károlyfalváról, a zöldségek egy közeli biofarmról. A borokat többek között a Szepsy-pincészet szállítja. Borkínálatukban a tokaj-hegyaljai, illetve Egerben az egri borvidéké dominál, de nemzetközi kínálattal rendelkeznek.

## Az étteremlánc tagjai
2017-ben nyílt meg a második étterem, a Pizza, kávé, világbéke a miskolci Weidlich-palotában. A megyeszékhely mellett Kassa volt még szorosan a versenyben – az Encshez való közelsége miatt –, a testvérpár ugyanis ragaszkodik ahhoz, hogy személyesen felügyelhesse az éttermeket. 2020-ban Egerben nyílt meg a Pizza brumbrum világbéke, melyet egy barátjukkal, Macsinka Jánossal, a korábbi Brumbrum büfé tulajdonosával nyitottak együtt – és zártak be „ideiglenesen” három évvel később. A következő étterem a debreceni Csapó utcában nyílt.
Az éttermek felsorolása megnyitásuk sorrendjében:
- Anyukám mondta (Encs, 1995)
- Pizza, kávé, világbéke (Miskolc, 2017)
- Pizza, brumbrum, világbéke (Eger, 2020–2023)[5]
- Pizza, kávé, világbéke (Debrecen, 2021)
- TERRA-Boldogkő by Anyukám mondta (Boldogkőváralja, 2022)[6]